# Penalty (Kanupolo)
Der Penalty [ˈpɛnl̩tɪ] (anhörenⓘ) ist ein Strafstoß beim Kanupolo. Er wird bei einem Regelverstoß gegeben, der ein sicheres Tor verhindert hat.

## Regeln

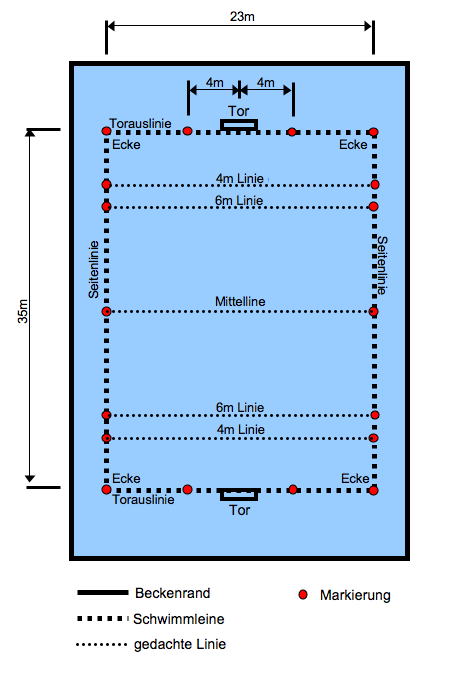
Kanupolo Spielfeld

Ein Penalty wird gegeben, wenn die verteidigende Mannschaft durch gefährliches oder absichtliches Foulspiel ein nahezu sicheres Tor verhindert. Dabei ist das Werfen auf das Tor, das Passen auf einen Mitspieler und das Positionieren für den Wurf einbezogen. Zusätzlich zu dem Strafstoß wird immer eine Disziplinarkarte gezeigt.
Spielt sich das torverhindernde Foul außerhalb des Sechs-Meter-Raums vor dem Tor ab, soll ein Penalty nur gegeben werden, wenn das Tor nicht verteidigt ist. 
Ein Penalty wird auch gegeben, wenn ein Angreifer beim Ausführen eines Freischusses im Sechs-Meter-Raum absichtlich oder gefährlich gestört wird.

## Ablauf
Ein Spieler des benachteiligten Teams positioniert sich an der Vier-Meter-Linie vor dem besetzten Tor. Daraufhin zeigt er seine Wurfbereitschaft an, indem er den Ball in die Luft hält. Nachdem der Schiedsrichter den Ball durch einen Pfiff freigegeben hat, versucht der Spieler ein Tor zu werfen. Die restlichen Spieler beider Teams müssen sich hinter der Sechs-Meter-Linie aufhalten und dürfen erst wieder ins Spiel eingreifen, nachdem der Ball die Hand des ausführenden Spielers verlassen hat.
Falls der Ball zu kurz geworfen wird, darf der ausführende Spieler den Ball erst wieder spielen, nachdem ein anderer Spieler den Ball berührt hat. Falls er den Torrahmen trifft, kann er den Ball wieder aufnehmen und einen erneuten Versuch starten, allerdings geht das Spiel weiter und die Verteidiger dürfen versuchen, das zu verhindern.